# 오버풀렌도르프군

오버풀렌도르프군의 위치

오버풀렌도르프군(독일어: Bezirk Oberpullendorf)은 오스트리아 부르겐란트주에 위치한 군으로 행정 중심지는 오버풀렌도르프이며 면적은 648.39km2, 인구는 37,524명(2022년 기준), 인구 밀도는 58명/km2이다. 북서쪽으로는 마터스부르크군, 서쪽으로는 니더외스터라이히주 비너노이슈타트란트군, 남서쪽으로는 오버바르트군과 접하며 동쪽으로는 헝가리와 국경을 접한다.

## 하위 행정 구역
1개 도시, 13개 시장도시, 14개 일반 시를 관할한다.
- 도시
  - 오버풀렌도르프(Oberpullendorf)
- 시장도시
  - 도이치크로이츠(Deutschkreutz)
  - 드라스마르크트(Draßmarkt)
  - 호리트숀(Horitschon)
  - 코버스도르프(Kobersdorf)
  - 로켄하우스(Lockenhaus)
  - 루츠만스도르프(Lutzmannsburg)
  - 마르크트장크트마르틴(Markt Sankt Martin)
  - 네켄마르크트(Neckenmarkt)
  - 라이딩(Raiding)
  - 슈타인베르크되르플(Steinberg-Dörfl)
  - 슈투프(Stoob)
  - 운터프라우엔하이트(Unterfrauenhaid)
  - 베퍼스도르프(Weppersdorf)
- 일반 시
  - 프랑케나우운터풀렌도르프(Frankenau-Unterpullendorf)
  - 그로스바라스도르프(Großwarasdorf)
  - 카이저스도르프(Kaisersdorf)
  - 라켄바흐(Lackenbach)
  - 라켄도르프(Lackendorf)
  - 마너스도르프안데어라프니츠(Mannersdorf an der Rabnitz)
  - 노이탈(Neutal)
  - 니키치(Nikitsch)
  - 오버로이스도르프(Oberloisdorf)
  - 필거스도르프(Pilgersdorf)
  - 피링스도르프(Piringsdorf)
  - 리칭(Ritzing)
  - 운터라프니츠슈벤트그라벤(Unterrabnitz-Schwendgraben)
  - 바인그라벤(Weingraben)